# Старт от място
Стартът от място (на английски: standing start) е вид старт в автомобилните и мотоциклетните спортове, при който болидите или мотоциклетите се намират в състояние на покой, подредени на стартовата решетка, непосредствено преди сигнала (най-често светлинен) за начало на състезанието. Със старт от място започва надпреварата във Формула 1, ГП2, състезанията с туристически автомобили и др.
Стартът от място често се смята за по-безопасен в състезанията с болиди от типа на Формула 1 поради различни технчески причини – например бързото ускорение на този тип болиди или опасността от прегряване на двигателя, когато болидите се движат дълго време на близко разстояние един от друг. Недостатък на този тип старт е опасността автомобил да не успее да тръгне навреме и да бъде ударен от стартиращия зад него пилот.
Разновидност на старта от място е стартът Льо Ман, при който автомобилите са наредени от едната страна на пистата, а намиращите се от другата страна пилоти трябва да я прекосят, да се качат в автомобилите си, да ги запалят и да потеглят.
Противоположност на старта от място е летящият старт, при който автомобилите правят една или няколко подгряващи обиколки, водени от колата за сигурност. Когато всичко е готово, колата за сигурност напуска пистата и малко след това развяването на зелен флаг дава начало на състезанието.